# دوربین فروسرخ نزدیک

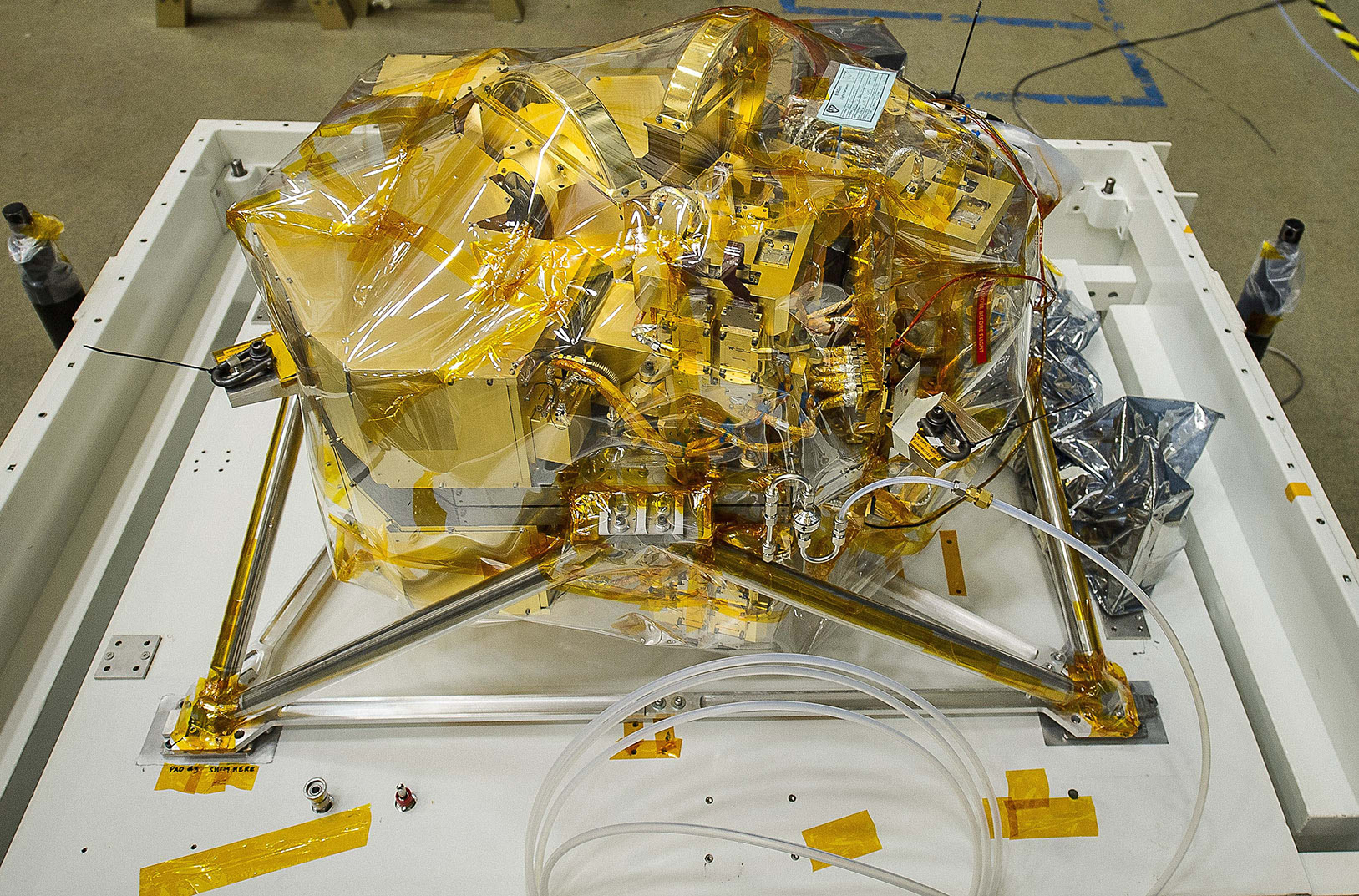
دوربین فروسرخ نزدیک در ۲۰۱۳

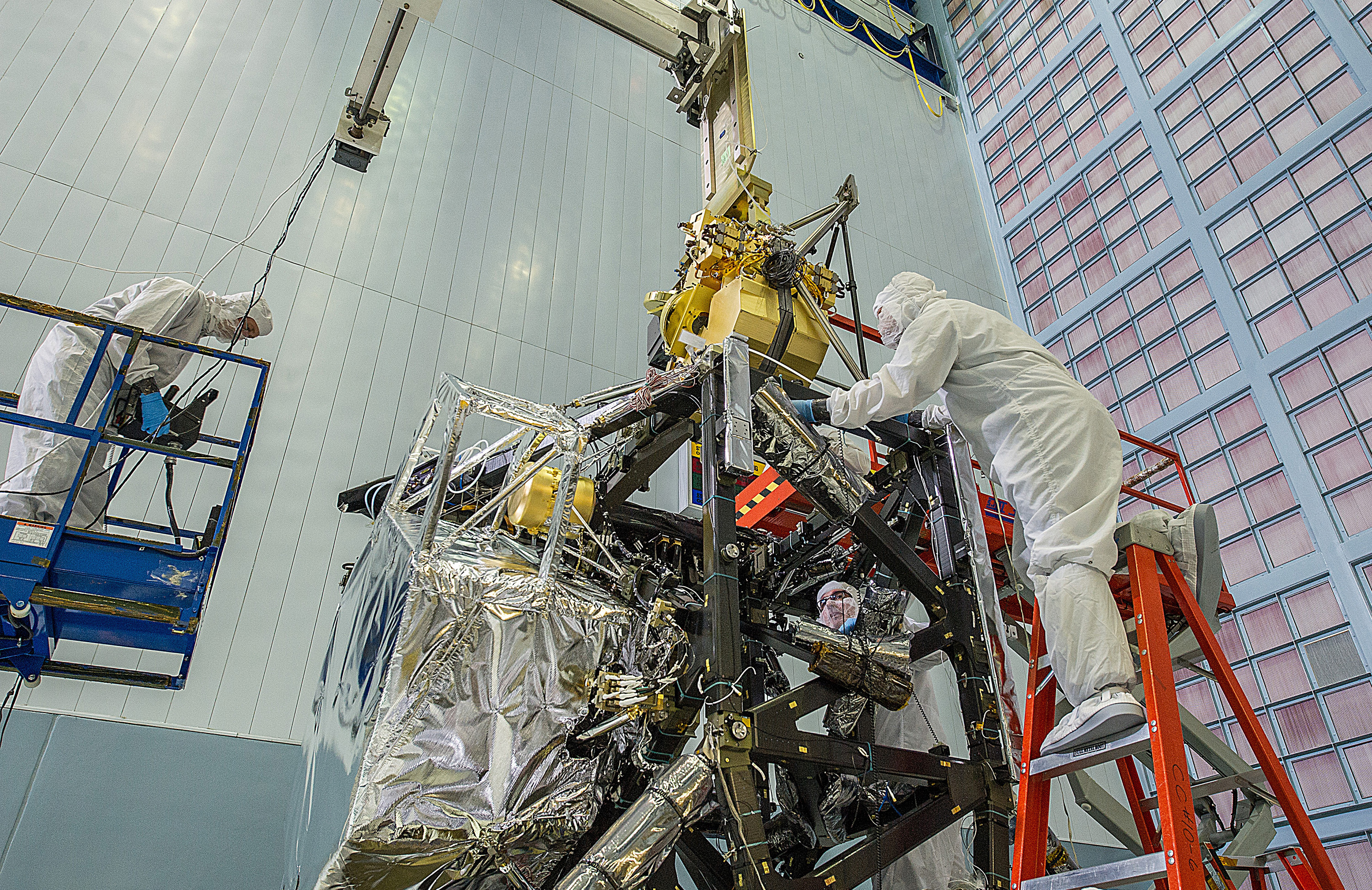
نصب دوربین فروسرخ نزدیک در ۲۰۱۴

دوربین فروسرخ نزدیک (انگلیسی: Near-Infrared Camera) که به اختصار NIRCam نامیده می‌شود، یکی از ابزارهای نصب‌شده بر روی تلسکوپ فضایی جیمز وب است. این ابزار دو وظیفه اصلی را انجام می‌دهد: تصویربرداری در بازه طول‌موج ۰٫۶ تا ۵ میکرومتر و به‌عنوان حسگر جبهه موج، عملکرد آینه‌های ۱۸ بخشی تلسکوپ را به عنوان یک تصویر واحد نگه می‌دارد. به بیان دیگر، این ابزار یک دوربین است و همچنین برای تهیه اطلاعات جهت یکپارچه‌سازی ۱۸ بخش آینه اصلی تلسکوپ به‌کار می‌رود. NIRCam یک دوربین فروسرخ با ۱۰ آرایه تشخیص تلورید کادمیوم جیوه است که هر آرایه دارای ۲۰۴۸x۲۰۴۸ پیکسل است. میدان دید این دوربین ۲٫۲x۲٫۲ دقیقه قوسی است و تفکیک زاویه‌ای آن ۰٫۰۷ ثانیه قوسی در ۲ میکرومتر است.
دوربین فروسرخ نزدیک به تاج‌نگارهایی نیز مجهز شده‌است که که به گردآوری داده‌های سیارات فراخورشیدی نزدیک ستاره‌ها کمک می‌کند. به کمک تاج‌نگار، دوربین فروسرخ نزدیک می‌تواند از هر چیز نزدیک به یک جسم بسیار روشن‌تر تصویربرداری کند، زیرا تاج‌نگار نور آن جسم روشن را مسدود می‌کند.